# أذر زينالوف
أذر زينالبدين أوغلو زينالوف (بالأذرية: Azər Zeynalov) - مغني أوبرا أذربيجاني مشهور، بروفسور. فنان الشعب في جمهورية أذربيجان وداغستان.

## سيرته الذاتية ومشواره المهنية
ولد أذر زينالوف في 13 ديسمبر عام 1964 في مدينة نخجوان. تخرج من ثلاثة جامعة - جامعة أذربيجان الحكومية للثقافة والفنون، معهد الإيطالية حكومية للموسيقى إسمه اجوستينو ستيفانى، أكاديمية باكو للموسيقى.
أذر زينالوف هو عازف منفرد في مسرح أذربيجان الحكومي للأغنية منذ 1990 وفي مسرح أكاديمية دولة أذربيجان للأوبرا والباليه منذ 1996. وهو عازف الأدوار الرئيسية للملحنين الأذربيجانيين والأوروبيين. كما معروف كمؤدي الأغاني والرومانسية والأغاني الشعبية.
أذر زينالوف هو مدير قسم فوكال في جامعة أذربيجان الحكومية للثقافة والفنون منذ 2001. ومدير قسم فوكال في معهد أذربيجان الوطنية للموسيقى.
أذر زينالوف هو مؤالف الكتاب الدراسي "الأداء الصوتي.

## قائمة الأدوار
- عزير حاجبايوف «أرشين مال آلان» - عسكر (العرض الأول عام 1997)
- جوزيبي فيردي «لا ترافياتا» - ألفريد (العرض الأول عام 1998)
- فكرت عميروف «إشبيلية» - بلاش (العرض الأول عام 1998)
- روجيرو ليونكافالو «بياجي» - كانئو (العرض الأول عام 2000)
- واسيف أديقوزالوف «ناتافان» - خاساي باي (العرض الأول عام 2004)
- جاكومو بوتشيني «توسكا» - كافارادوسي (العرض الأول في عام 2009)
- جوزيبي فيردي عطيل - عطيل (العرض الأول في عام 2014)